# Hartman z Lichtenštejna
Hartman z Lichtenštejna-Feldsbergu (Valtic), (německy Hartmann von Liechtenstein-Feldsberg, asi 1480 – asi 1539 / 1540) byl moravský a rakouský šlechtic z rodu Lichtenštejnů, pán na hradě Liechtensteinu v Dolním Rakousku a na Valticích (něm. Feldsberg) na Moravě.

## Život

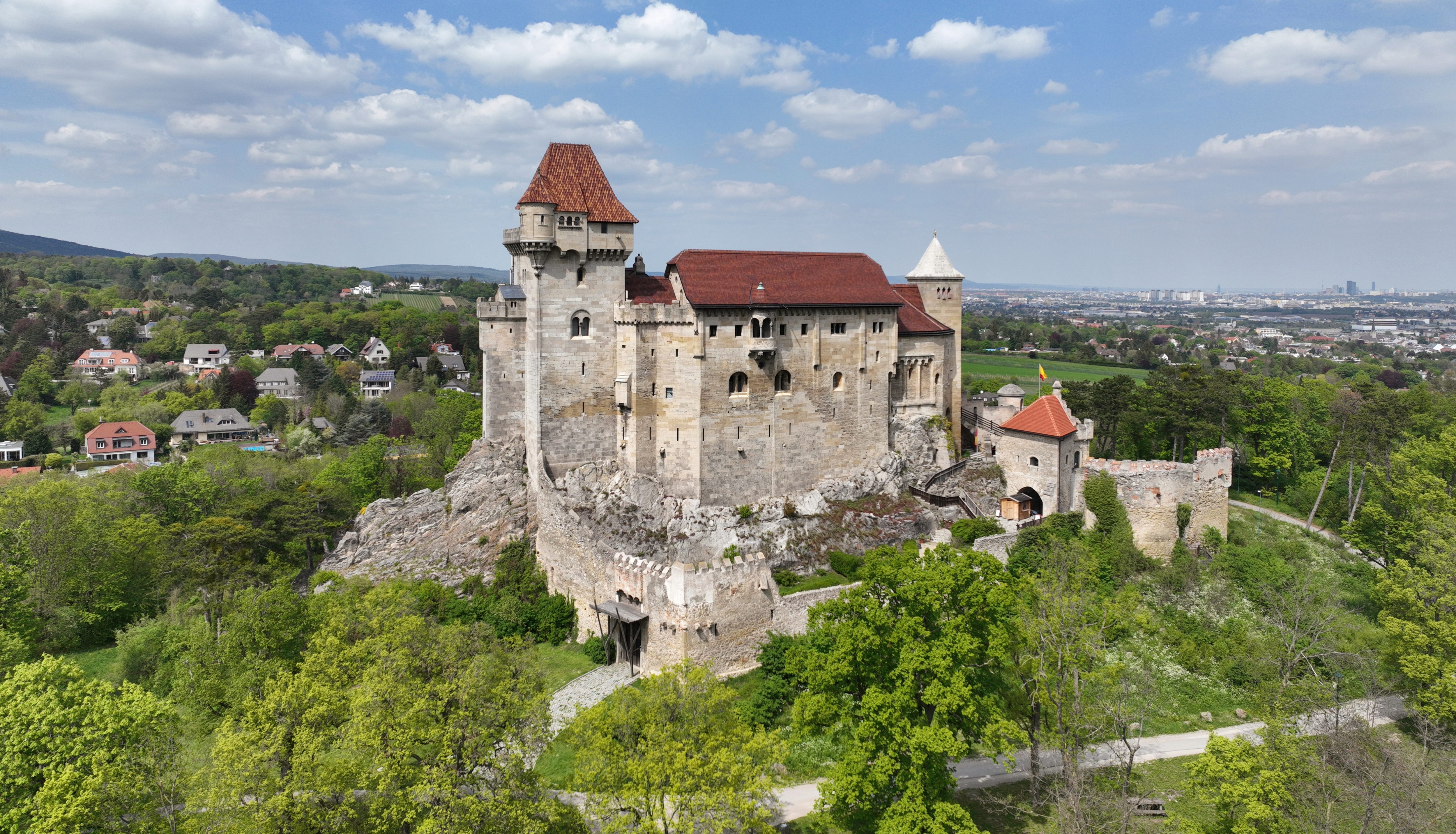
Hrad Liechtenstein v Dolních Rakousích

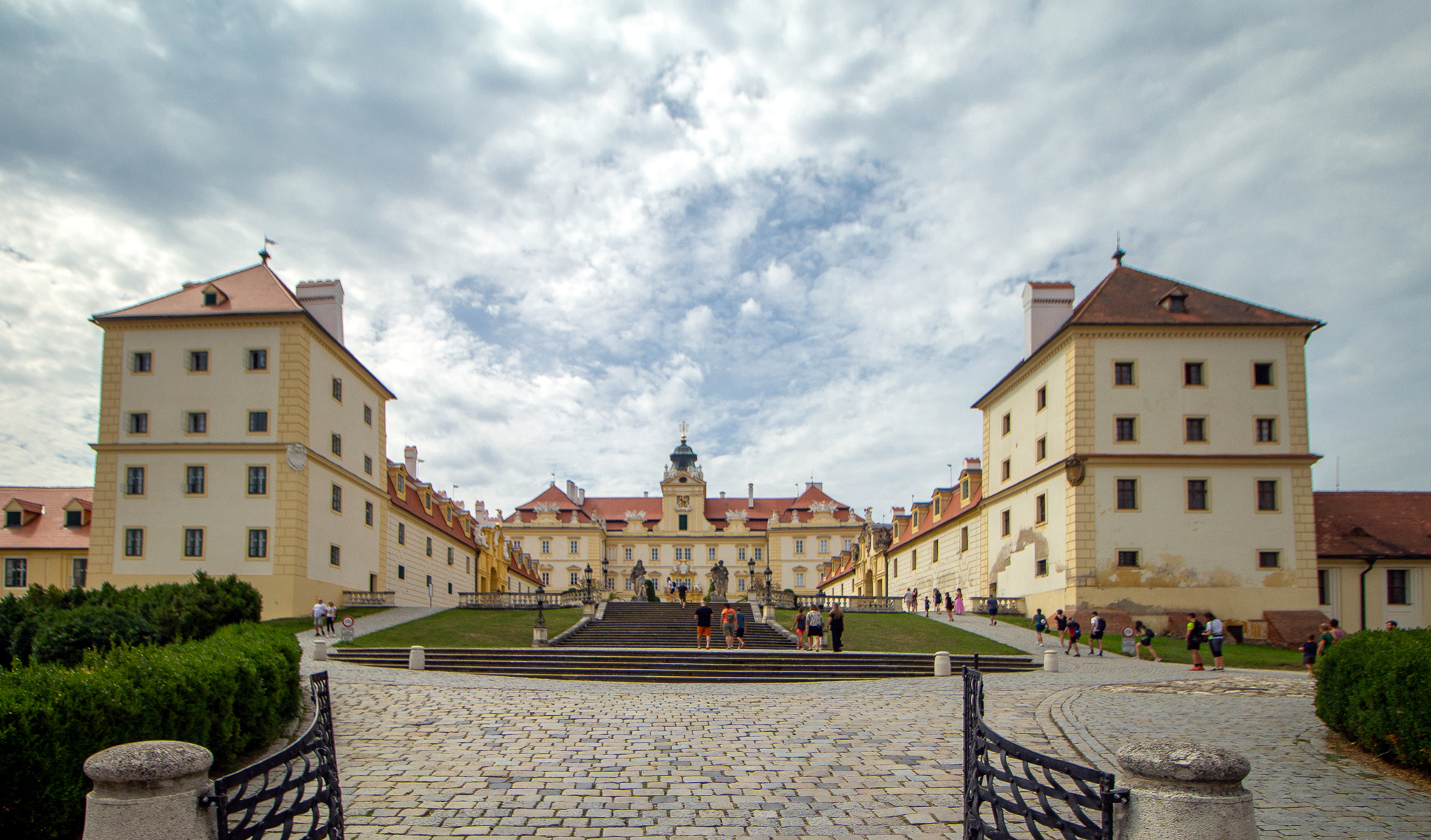
Zámek Valtice, hlavní sídlo rodu Lichtenštejnů

Narodil se jako syn Jiřího V. z Lichtenštejna-Mikulova († 1484) a jeho manželky Anežky z Eckartsau († 1515), vdovy po Ottovi z Zelkingu, dcera Jiřího z Eckartsau († 1491) a Ehrentrudy z Puchheimu († 1486). Byl vnukem Jiřího IV. z Lichtenštejna-Mikulova († 1444) a Hedviky z Pottendorfu († 1449/1457).

## Manželství a rodina
Hartman z Lichtenštejna se v roce 1507 oženil s Amálií z Hohenlohe-Weikersheimu († asi 1511), dcerou hraběte Gottfrieda IV z Hohenlohe-Weikersheimu († 1497) a Hyppolity z Wilhermsdorfu. Jejich manželství však zůstalo bezdětné.
Hartmann z Lichtenštejna-Valtic se v roce 1511 oženil podruhé, tentokrát s Johanou Meinburskou († 1521), dcerou Bernharda Meinburského († asi 1511/1516) a Kunigundy z Pottendorfu († asi 1511) nebo Alžběty z Rapachu († 1514). Měli 3 syny a dceru:
- Jiří Hartmann z Lichtenštejna-Valtic (1513 - 12. července 1562), stal se luteránem, v roce 1542 se oženil se svou sestřenicí Zuzanou z Lichtenštejna († 1595), dcerou Jiřího VI. z Lichtenštejna-Steieregu (1480) a Magdaleny (1480) – 1. z Polheimu (* 1497); manželé měli 13 dětí, z toho 9 se dožilo dospělosti. Jeho potomci dosáhli vévodského a knížecího titulu:
  - Karel I. (1569–1627), 1. kníže z Lichtenštejna (1608–1627) a vévoda opavský a kníže krnovský ve Slezsku (1623–1627), v roce 1599 přešel na katolickou víru.
  - Maxmilián (1578–1643), císařský polní maršál, roku 1623 se stal knížetem z Lichtenštejna.
- Jan Kryštof z Lichtenštejna (25. dubna 1515 – 1543), v roce 1542 se oženil s Annou Marií Meziříčskou z Lomnice († asi 1543)
- Sebastian (1520, zemřel v mládí)
- Johana (asi 1480/1521)